# Lucilla Andreucci
Lucilla Andreucci (Rome, 19 december 1969) is een voormalige Italiaanse langeafstandsloopster, die gespecialiseerd was in de marathon. Ze werd meervoudig Italiaans kampioene op afstanden, variërend tussen de 5000 m en de halve marathon

## Loopbaan
Andreucci schreef verschillende marathons op haar naam, zoals de marathon van Venetië (1998), de marathon van Napels (2001) en de marathon van Wenen (2003). Met een persoonlijk record van 2:29.43 won ze de marathon van Milaan in 2000.
Op de wereldkampioenschappen van 2003 in Parijs behaalde Lucilla Andreucci een 41e plaats op de marathon. Vier jaar later werd ze op het WK in Osaka 48e.

## Titels
- Italiaans kampioene 5000 m - 1997
- Italiaans kampioene 10.000 m - 1998
- Italiaans kampioene halve marathon - 1996, 1997, 1998

## Persoonlijke records
Baan
| Onderdeel | Prestatie | Datum        | Plaats |
| --------- | --------- | ------------ | ------ |
| 3000 m    | 9.06,3    | 1996         |        |
| 5000 m    | 15.40,18  | 17 juni 1998 | Athene |
| 10.000 m  | 32.36,39  | 28 juni 1997 | Reims  |

Weg
| Onderdeel      | Prestatie | Datum           | Plaats |
| -------------- | --------- | --------------- | ------ |
| halve marathon | 1:11.32   | 1996            |        |
| marathon       | 2:29.43   | 3 december 2000 | Milaan |

## Palmares

### 10.000 m
- 1997:  Universiade - 33.54,22

### halve marathon
- 1995: 32e WK in Belfort - 1:13.35
- 1996: 10e WK in Palma de Mallorca - 1:12.50
- 1997: 24e WK in Košice - 1:12.21
- 1998: 26e WK in Uster - 1:12.34
- 1999: 33e WK in Palermo - 1:15.05
- 2000: 7e City-Pier-City Loop - 1:13.12

### marathon
- 1998:  marathon van Venetië - 2:30.34
- 2000:  marathon van Milaan - 2:29.43
- 2000: 7e marathon van Praag - 2:36.36
- 2000:  marathon van Venetië - 2:31.29
- 2001:  marathon van Napels - 2:36.24
- 2002: 4e marathon van Milaan - 2:30.22
- 2002:  marathon van Venetië - 2:32.48
- 2003:  marathon van Wenen - 2:35.32
- 2003: 41e WK - 2:38.22
- 2007:  marathon van Padova - 2:33.29
- 2007: 48e WK - 2:56.16

### veldlopen
- 1998: 60e WK (korte afstand) - 13.47
- 1999: 66e WK (lange afstand) - 31.02
- 2001: 63e WK (lange afstand) - 31.54